# Joshua Angrist
Joshua David Angrist (Columbus, 18 settembre 1960) è un economista statunitense di origini israeliane, vincitore del premio Nobel per l'economia nel 2021 assieme ad Guido W. Imbens e David Card.

## Biografia
Angrist è nato da una famiglia ebrea a Columbus, Ohio, ed è cresciuto a Pittsburgh, Pennsylvania, dove si è diplomato alla Taylor Allderdice High School nel 1977. Angrist ha conseguito la laurea in economia presso l'Oberlin College nel 1982. Ha vissuto in Israele dal 1982 al 1985 e ha prestato servizio come paracadutista nelle Forze di Difesa Israeliane. 
Angrist ha conseguito un M.A. e un Ph.D. in economia presso l'Università di Princeton rispettivamente nel 1987 e nel 1989. La sua tesi di dottorato, "Econometric Analysis of the Vietnam Era Draft Lottery", è stata supervisionata da Orley Ashenfelter e successivamente pubblicata in parti sull'American Economic Review. Dopo aver completato il suo dottorato di ricerca, Angrist è entrato a far parte dell'Università di Harvard come assistente professore fino al 1991, quando è tornato in Israele come docente senior (equivalente a un assistente professore nel sistema statunitense) presso l'Università Ebraica a Gerusalemme. Dopo essere stato promosso a professore associato presso l'Università Ebraica, è entrato a far parte del Dipartimento di Economia del MIT nel 1996 come professore associato, prima di diventare professore ordinario nel 1998. Dal 2008 insegna economia presso il Massachusetts Institute of Technology, ed è co-fondatore e co-direttore della School Effectiveness & Inequality Initiative del MIT, che studia la relazione tra il capitale umano e le disparità di reddito negli Stati Uniti. 
Angrist è affiliato al National Bureau of Economic Research, all'IZA Institute of Labor Economics, all'American Economic Association, all'American Statistical Association, alla Econometric Society, alla Population Association of America e alla Society of Labor Economists. In termini di servizio professionale, ha svolto incarichi editoriali presso le riviste Econometrica, American Economic Review, American Economic Journal, Applied Economics, Journal of Business and Economic Statistics, Economics Letters, Labour Economics e Journal of Labor Economics.
Angrist ha la doppia cittadinanza usa-israeliana e vive a Brookline, Massachusetts.